# Cyperus

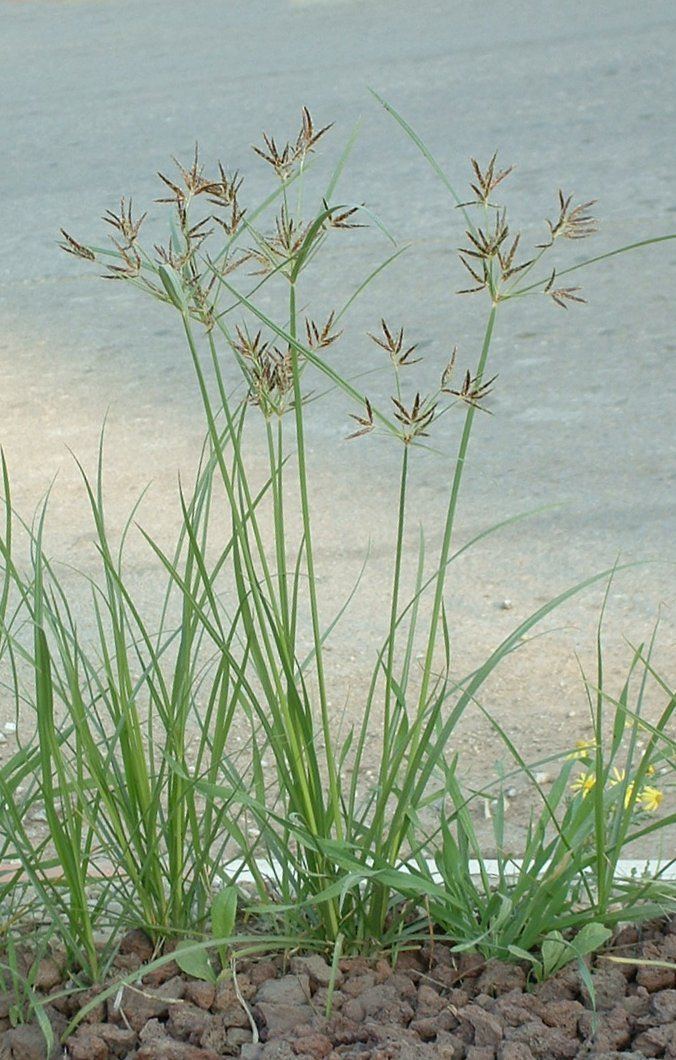
Cyperus rotundus.

Cyperus L. é um género botânico pertencente à família Cyperaceae. O grupo, estabelecido por Carolus Linnaeus em 1753, inclui cerca de 2150 espécies de plantas aquáticas, anuais ou perenes, que podem ser encontradas nas zonas tropicais e temperadas de todos os continentes. As espécies de Cyperus podem alcançar dimensões muito variadas, entre 5 cm a 5 metros de altura.
Os talos podem ser circulares, com cortes transversais em algumas, triangulares em outras e geralmente sem folhas em todo o seu comprimento. Além das folhas basais apresentam folhas triangulares no ápice dos talos florais. As flores são esverdeadas e nascem agrupadas entre as folhas apicais. As sementes são pequenos grãos que são disseminados pelo vento.
A espécie Cyperus papyrus, originária da África, foi de grande importância histórica no abastecimento de papiro.
A Cyperus esculentus, conhecida como chufa, originária da Índia, é cultivada por possuir tubérculos comestíveis; outras espécies comestíveis também são cultivadas porém em menor escala. Algumas espécies são cultivadas como plantas ornamentais. Espécies maiores e de crescimento rápido estão tendo interesse para a produção de papel e como fonte de combustível.
Espécies de Cyperus são usadas como fontes de alimento por larvas de algumas espécies de Lepidoptera incluindo a Batrachedra cuniculata.

## Sinonímia
| - Acorellus Palla - Alinula J. Raynal - Anosporum Nees - Chamaexiphium Hochst. - Ascopholis C.E.C.Fisch. - Chlorocyperus Rikli - Courtoisina Soják - Galilea Parl. - Juncellus (Griseb.) C.B.Clarke | - Kyllinga Rottb. - Mariscus Vahl - Papyrus Willd. - Pycreus P. Beauv. - Remirea Aubl. - Sorostachys Steud. - Sphaeromariscus E.G.Camus - Torulinium Desv. |

## Espécies
O género tem 2 568 espécies descritas, das quais 709 são aceites:
Para uma listagem das espécies veja Espécies de Cyperus.

## Classificação do gênero
| Sistema | Classificação                     | Referência               |
| ------- | --------------------------------- | ------------------------ |
| Linné   | Classe Triandria, ordem Monogynia | Species plantarum (1753) |